# 1997 w muzyce
Wydarzenia muzyczne w 1997 roku.

## Wydarzenia
- 22 kwietnia – 27 lat po śmierci Jimiego Hendriksa ukazuje się album First Rays of the New Rising Sun zawierający nagrania, nad którymi artysta pracował tuż przed śmiercią
- 20 maja – Michael Jackson wydał swój pierwszy album remiksowy Blood on the Dance Floor (HIStory in the Mix)
- 21 czerwca – Jean-Michel Jarre po raz pierwszy występuje w Polsce (Spodek, Katowice)
- 12 sierpnia – zespół U2 zgromadził ponad 80 000 fanów podczas pierwszego koncertu w Polsce na torze wyścigów konnych na warszawskim Służewcu
- 11 listopada – w Filadelfii odbył się darmowy koncert zespołu Metallica promujący wydanie albumu Reload. W tym samym dniu ukazał się singel The Memory Remains[1]

## Debiuty
- Assol
- Beyoncé
- Just 5
- Reni Jusis
- -123 min.
- ZIP Skład
- Leningrad
- Xavier Naidoo

## Urodzili się
- 1 stycznia – Noah Kahan, amerykański piosenkarz i autor tekstów
- 4 stycznia – CJ, amerykański raper i autor tekstów
- 9 stycznia – Amanda Tenfjord, grecko-norweska piosenkarka i autorka tekstów
- 11 stycznia – Cody Simpson, australijski piosenkarz
- 14 stycznia
  - bliźniaczki Anastasija Tołmaczowa i Marija Tołmaczowa, rosyjskie piosenkarki i aktorki
  - Peder Elias, norweski piosenkarz i autor tekstów
- 15 stycznia – El Noba, argentyński piosenkarz (zm. 2022)
- 18 stycznia – Karan Aujla, indyjsko-kanadyjski raper, piosenkarz i autor tekstów
- 27 stycznia – Kinga Głyk, polska basistka jazzowa
- 28 stycznia – Nuca Buzaladze, gruzińska piosenkarka i autorka tekstów
- 31 stycznia – Cho Mi-yeon, południowokoreańska piosenkarka i aktorka, członkini zespołu (G)I-DLE
- 1 lutego
  - Kuami Eugene, ghański piosenkarz i autor tekstów
  - Jihyo, południowokoreańska piosenkarka, tancerka, autorka tekstów oraz członkini zespołu Twice
  - Young Multi, polski wykonawca trapu i autor tekstów
- 4 lutego – Real Boston Richey, właśc. Jalen Taheen Foster, amerykański raper i autor tekstów
- 8 lutego – JC Stewart, północnoirlandzki piosenkarz, autor tekstów i muzyk
- 11 lutego
  - Nasty C, południowoafrykański raper, autor tekstów i producent muzyczny
  - Rosé, nowozelandzka piosenkarka i tancerka pochodzenia południowokoreańskiego, członkini zespołu Blackpink
- 19 lutego – Nicklas Sahl, duński piosenkarz, gitarzysta i autor tekstów
- 1 marca – Lil Mariko, chińsko-japońsko-amerykańska raperka i autorka tekstów
- 2 marca – Becky G, amerykańska piosenkarka i raperka
- 7 marca – Bad Gyal, hiszpańska piosenkarka, DJ-ka, producentka muzyczna i kompozytorka
- 11 marca – Gus Dapperton, amerykański piosenkarz i autor tekstów
- 13 marca – Zoë Tauran, holenderska piosenkarka
- 14 marca
  - Alfred García, hiszpański piosenkarz
  - Trill Pem, polski raper, piosenkarz i autor tekstów
- 16 marca – Tyrel Jackson Williams, amerykański aktor, piosenkarz i muzyk
- 21 marca
  - Chiara Grispo, włoska piosenkarka
  - Martina Stoessel, argentyńska aktorka i piosenkarka
- 24 marca – Sara Siipola, fińska piosenkarka i autorka tekstów
- 27 marca – Lisa, tajlandzka raperka, piosenkarka i tancerka pochodzenia południowokoreańskiego, członkini zespołu Blackpink
- 30 marca – Cha Eun-woo, południowokoreański piosenkarz, aktor i model, członek zespołu Astro
- 4 kwietnia – Victor Leksell, szwedzki piosenkarz
- 9 kwietnia – Domiziana, niemiecko-włoska piosenkarka
- 10 kwietnia – Tim Kamrad, niemiecki piosenkarz i autor tekstów
- 11 kwietnia – Mélovin, ukraiński piosenkarz i autor tekstów
- 15 kwietnia – PLK, francuski raper pochodzenia polskiego
- 16 kwietnia
  - Justyna Święs, polska piosenkarka, autorka tekstów i aktorka
  - Chelsea Muco, szwedzka piosenkarka, autorka tekstów i aktorka
- 25 kwietnia – Zdechły Osa, polski piosenkarz i autor tekstów
- 3 maja – Desiigner, amerykański raper i autor tekstów
- 4 maja – Ben Dolic, słoweński piosenkarz
- 6 maja – Scene Queen, amerykańska piosenkarka i autorka tekstów
- 8 maja – Bruce Liu, kanadyjski pianista
- 11 maja – Coi Leray, amerykańska raperka i piosenkarka
- 15 maja
  - Smokepurpp, amerykański raper
  - Atte Toikka, fiński raper (zm. 2019)
- 19 maja – Omah Lay, nigeryjski piosenkarz, autor tekstów i producent muzyczny
- 21 maja – Joeboy, nigeryjski piosenkarz i autor tekstów
- 2 czerwca – Andia, rumuńska piosenkarka
- 10 czerwca – Bridagoe, holenderki raper i przestępca (zm. 2024)
- 13 czerwca – 070 Shake, amerykańska raperka, piosenkarka i autorka tekstów
- 14 czerwca – Delara, norweska piosenkarka pochoczenia irańskiego
- 17 czerwca – KJ Apa, właśc. Keneti James Fitzgerald Apa, nowozelandzki aktor, piosenkarz, muzyk, malarz i model
- 20 czerwca – Wiktor Dyduła, polski piosenkarz i autor tekstów
- 21 czerwca
  - Rebecca Black, amerykańska piosenkarka
  - L Devine, brytyjska piosenkarka i autorka tekstów
- 12 lipca – Spill Tab, właśc. Claire Chicha, francusko-amerykańska piosenkarka i autorka tekstów
- 15 lipca – Bartosz Laskowski, polski influencer, youtuber i piosenkarz
- 17 lipca – Olszakumpel, właśc. Krystian Olszewski, polski raper, streamer i autor tekstów
- 30 lipca – Finneas O’Connell, amerykański piosenkarz, autor tekstów, producent muzyczny i aktor
- 4 sierpnia – Jekatierina Riabowa, rosyjska piosenkarka
- 5 sierpnia
  - Olivia Holt, amerykańska aktorka i piosenkarka
  - Adam Irigoyen, amerykański aktor, piosenkarz, raper i tancerz
- 6 sierpnia – Jakub Montewka, polski kompozytor i dyrygent
- 8 sierpnia – Theo Rose, rumuńska piosenkarka i aktorka
- 11 sierpnia
  - Calin, czeski piosenkarz i raper pochodzenia mołdawskiego
  - Saba, duńska piosenkarka, aktorka musicalowa i modelka
- 12 sierpnia – Olivia Trappeniers, flamandzka piosenkarka, kompozytorka i autorka tekstów
- 16 sierpnia
  - Greyson Chance, amerykański piosenkarz pop-rockowy i pianista
  - Piper Curda, amerykańska aktorka i piosenkarka
  - William Strid, szwedzki piosenkarz
- 18 sierpnia – Bryn Chapman Parish, australijski piosenkarz i aktor
- 19 sierpnia – Jesper Jenset, norweski piosenkarz
- 21 sierpnia
  - Wiktorija Georgiewa, bułgarska piosenkarka i autorka tekstów
  - Przemek Pro, polski influencer, youtuber, fotograf, operator kamery i piosenkarz
- 22 sierpnia – Cyryl, właśc. Cyril Riley, australijski DJ i producent muzyczny
- 23 sierpnia – Etta, fińska raperka
- 24 sierpnia – Alan Walker, norweski DJ i producent muzyczny
- 25 sierpnia
  - Dziarma, polska piosenkarka
  - La Zarra, kanadyjska piosenkarka i autorka tekstów
- 26 sierpnia – Cordae, amerykański raper i piosenkarz
- 27 sierpnia
  - Guitarricadelafuente, właśc. Álvaro Lafuente Calvo, hiszpański piosenkarz, autor tekstów i gitarzysta
  - Malik Harris, niemiecki piosenkarz
- 28 sierpnia – Indiiana, holendersko-dominikańska piosenkarka i autorka tekstów
- 30 sierpnia – Cian Ducrot, irlandzki piosenkarz i autor tekstów
- 1 września – Jungkook, południowokoreański piosenkarz i tekściarz; członek boysbandu BTS
- 2 września – Sanah, właśc. Zuzanna Grabowska, polska piosenkarka
- 3 września – Il Tre, włoski raper
- 10 września – Jensen McRae, amerykańska piosenkarka, autorka tekstów i poetka
- 14 września – Benjamin Ingrosso, szwedzki piosenkarz i autor tekstów włoskiego pochodzenia
- 15 września – Katarzyna Sawczuk, polska piosenkarka i aktorka
- 20 września – Moniqué, litewska piosenkarka
- 23 września – KayCyy, kenijsko-amerykański raper, piosenkarz i autor tekstów
- 27 września – Mk.gee, amerykański piosenkarz, autor tekstów, producent muzyczny i multiinstrumentalista
- 28 września – Adam Stachowiak, polski piosenkarz, autor tekstów, kompozytor i pianista
- 30 września – Jeffery Kenny, ukraiński piosenkarz pochodzenia nigeryjskiego, członek duetu Tvorchi
- 1 października – Jade Bird, brytyjska piosenkarka i autorka tekstów
- 5 października – Elfraim Leo, szwedzki piosenkarz i autor tekstów
- 7 października – Kira Kosarin, amerykańska aktorka i piosenkarka
- 8 października – Bella Thorne, amerykańska aktorka, piosenkarka, tancerka i modelka
- 9 października
  - Enchanting, amerykańska raperka, piosenkarka i autorka tekstów (zm. 2024)
  - Megan Moroney, amerykańska piosenkarka i autorka tekstów
- 23 października
  - Apache 207, właśc. Volkan Yaman, niemiecki raper i piosenkarz pochodzenia tureckiego
  - Minnie, tajska piosenkarka, autorka tekstów i aktorka, członkini zespołu (G)I-DLE
- 24 października – Raye, właśc. Rachel Agatha Keen, brytyjska piosenkarka i autorka tekstów
- 27 października – Mariah the Scientist, właśc. Mariah Amani Buckles, amerykańska piosenkarka i autorka tekstów
- 1 listopada – Alex Mattson, fiński DJ i muzyk zespołu Blind Channel
- 3 listopada – Ski Aggu, niemiecki raper
- 4 listopada – Adrijana Krasniqi, szwedzka piosenkarka, autorka tekstów i raperka
- 10 listopada – Joost Klein, holenderski raper, muzyk, youtuber i pisarz
- 18 listopada – Hope Tala, brytyjska piosenkarka i autorka tekstów
- 24 listopada – Miia, norweska piosenkarka
- 26 listopada
  - Silvester Belt, litewski piosenkarz i autor tekstów
  - Theo Evan, cypryjski piosenkarz, autor tekstów, tancerz i aktor
- 27 listopada – Reiley, duński piosenkarz i influencer
- 29 listopada – 22Gz, amerykański raper
- 4 grudnia – Mark Ambor, amerykański piosenkarz i autor tekstów
- 15 grudnia – Big Scythe, właśc. Aleksander Kosowski, polski raper (zm. 2022)
- 16 grudnia – Zara Larsson, szwedzka piosenkarka pop
- 24 grudnia – Stefan Airapetjan, estoński piosenkarz
- 25 grudnia – Zerb, brazylijski DJ i producent muzyczny

## Zmarli
- 1 stycznia – Ivan Graziani, włoski piosenkarz i kompozytor muzyki pop (ur. 1945)
- 7 stycznia – Sándor Végh, węgierski skrzypek i pedagog (ur. 1912)
- 12 stycznia – Gabriela Obremba, polska malarka i śpiewaczka operowa (sopran) (ur. 1927)
- 17 stycznia – Björn Isfält, szwedzki kompozytor (ur. 1942)
- 26 stycznia – Mira Zimińska-Sygietyńska, polska aktorka, reżyser i pedagog, współzałożycielka i długoletnia dyrektorka Zespołu „Mazowsze” (ur. 1901)
- 28 stycznia – Mikel Koliqi, albański kardynał, kompozytor (ur. 1902)
- 2 lutego – Bogusław Bruczkowski, polski skrzypek i pedagog (ur. 1947)
- 3 lutego – Agi Jambor, węgierska pianistka (ur. 1909)
- 7 lutego – Daniił Szafran, rosyjski wiolonczelista, pedagog (ur. 1923)
- 8 lutego – Walter Wiora, niemiecki muzykolog (ur. 1906)
- 18 lutego
  - Antonio de Almeida, francuski dyrygent (ur. 1928)
  - Jerzy Kosko, polski muzyk, kompozytor, pedagog (ur. 1925)
- 23 lutego – Tony Williams, amerykański perkusista jazzowy (ur. 1945)
- 24 lutego – Ion Voicu, rumuński skrzypek pochodzenia romskiego (ur. 1923)
- 7 marca – Agnieszka Osiecka, autorka tekstów piosenek (ur. 1936)
- 9 marca – The Notorious B.I.G., amerykański raper (ur. 1972)
- 10 marca – LaVern Baker, amerykańska czarnoskóra śpiewaczka bluesowa (ur. 1929)
- 20 marca – Marino Marini, włoski piosenkarz i kompozytor (ur. 1924)
- 29 marca – Finn Høffding, duński kompozytor i pedagog (ur. 1899)
- 2 kwietnia – Zsolt Durkó, węgierski kompozytor (ur. 1934)
- 10 kwietnia – Toshirō Mayuzumi, japoński kompozytor (ur. 1929)
- 12 kwietnia – René Glaneau, polski piosenkarz (ur. 1928)
- 16 kwietnia – Orazio Frugoni, włoski pianista koncertowy (ur. 1921)
- 23 kwietnia – Jan Zylber, polski przedsiębiorca, muzyk jazzowy, animator kultury, menedżer muzyczny (ur. 1936)
- 3 maja – Narciso Yepes, hiszpański gitarzysta klasyczny (ur. 1927)
- 9 maja – Willy Hess, szwajcarski muzykolog i kompozytor (ur. 1906)
- 15 maja – Tommy Turrentine, amerykański trębacz jazzowy (ur. 1928)
- 20 maja
  - Stanisław Has, polski kompozytor, dyrygent i prawnik (ur. 1914)
  - Edwin Kowalik, polski pianista, kompozytor i publicysta (ur. 1928)
- 21 maja – Jan Pawoł Nagel, serbołużycki kompozytor (ur. 1934)
- 23 maja – Albert Rosen, czeski dyrygent (ur. 1924)
- 28 maja – Zbigniew Droszcz, polski dyrygent (ur. 1930)
- 29 maja – Jeff Buckley, amerykański piosenkarz, gitarzysta i autor tekstów (ur. 1966)
- 12 czerwca – Bułat Okudżawa, gruziński pieśniarz i poeta (ur. 1924)
- 19 czerwca
  - Bobby Helms, amerykański wokalista (ur. 1933)
  - Stanisław Michałek, polski dyrygent i kompozytor (ur. 1925)
- 23 czerwca – Zbigniew Jeżewski, polski pianista i pedagog (ur. 1921)
- 6 lipca – Jan Chorosiński, polski folklorysta, zbieracz oraz popularyzator pieśni powstańczych i ludowych, kompozytor, działacz muzyczny i śpiewacki (ur. 1908)
- 29 lipca – Karol Szafranek, polski pianista i pedagog (ur. 1904)
- 30 lipca – Bogusław Wyrobek, polski wokalista (ur. 1937)
- 1 sierpnia – Swiatosław Richter, rosyjski pianista (ur. 1915)
- 2 sierpnia
  - Feim Ibrahimi, albański kompozytor (ur. 1935)
  - Fela Kuti, nigeryjski muzyk i multiinstrumentalista, twórca afrobeatu, działacz na rzecz praw człowieka (ur. 1938)
- 7 sierpnia – Elisabeth Höngen, niemiecka śpiewaczka operowa (mezzosopran) (ur. 1906)
- 9 sierpnia – Robert Satanowski, polski dyrygent, generał brygady, poseł na Sejm PRL (ur. 1918)
- 10 sierpnia – Conlon Nancarrow, amerykańsko-meksykański kompozytor, znany przede wszystkim z utworów na pianolę (ur. 1912)
- 12 sierpnia – Jack Delano, amerykański fotograf i kompozytor (ur. 1914)
- 15 sierpnia
  - Lubka Kołessa, ukraińska pianistka i pedagog muzyczny (ur. 1902)
  - Çesk Zadeja, albański muzyk i kompozytor (ur. 1927)
- 19 sierpnia – Petr Novák, czeski wokalista i kompozytor muzyki popularnej (ur. 1945)
- 5 września – Georg Solti, węgierski dyrygent (ur. 1912)
- 8 września – Vladimír Sommer, czeski kompozytor (ur. 1921)
- 12 września – Stig Anderson, szwedzki autor tekstów piosenek, kompozytor, menedżer i producent muzyczny; współtwórca sukcesów grupy muzycznej ABBA (ur. 1931)
- 13 września – Georges Guétary, francuski pieśniarz i aktor (ur. 1915)
- 23 września – Rudolf Rokl, czeski pianista i kompozytor (ur. 1941)
- 25 września – Jean Françaix, francuski kompozytor (ur. 1912)
- 10 października – George Malcolm, angielski klawesynista, pianista i pedagog muzyczny (ur. 1917)
- 12 października – John Denver, amerykański piosenkarz (ur. 1943)
- 24 października – Ewa Werka, polska śpiewaczka operowa (mezzosopran) (ur. 1946)
- 13 listopada – André Boucourechliev, kompozytor francuski pochodzenia bułgarskiego (ur. 1925)
- 16 listopada – Jerzy Łukowicz, polski pianista, kameralista i pedagog (ur. 1936)
- 19 listopada – Jan Danek (właśc. Stanisław Kośnik), polski piosenkarz (ur. 1923)
- 22 listopada – Michael Hutchence, założyciel i lider INXS (ur. 1960)
- 1 grudnia – Stéphane Grappelli, francuski kompozytor, aktor i skrzypek jazzowy (ur. 1908)
- 14 grudnia – Józef Szurka, polski działacz ruchu muzycznego – śpiewaczego i instrumentalnego, chórmistrz, dyrygent zespołów wokalnych, instrumentalnych, kierownik artystyczny i muzyczny (ur. 1923)
- 21 grudnia – Joseph Ahrens, niemiecki organista i kompozytor muzyki sakralnej (ur. 1904)
- 28 grudnia – Henry Barraud, francuski kompozytor (ur. 1900)
- 31 grudnia – Floyd Cramer, amerykański pianista country (ur. 1933)

## Albumy

### polskie
- Przyjdź – 2Tm2,3
- Dom pełen drzwi – 3xKlan
- Twin Pigs – Albert Rosenfield
- Cała anarchia mieści się w uliczniku – Alians
- Apatia – Apatia
- Duch – Armia
- Ukryty wymiar – Artrosis
- Atmosphere – Atmosphere
- Dzianina – Atrakcyjny Kazimierz
- Ballady – Bajm
- Dziecko – Edyta Bartosiewicz
- Utwory wybrane 1987–1997 – Bielizna
- Pierwsza komunia, drugie śniadanie, trzecia Rzeczpospolita – Big Cyc
- Iluminacja – Big Day
- Fankofil – Blenders
- Nic nie boli, tak jak życie – Budka Suflera
- Big Beat – Robert Chojnacki
- Koncert ’97 – Closterkeller
- Cemeteral Gardens – Decapitated
- Mój Jezus – Deus Meus
- Pod wiatr – Dżem
- Na krzywy ryj – Elektryczne Gitary
- Juicy Planet Earth – Flapjack
- Kwiaty jak relikwie – Robert Gawliński
- Rock kolęda – Hetman
- Karma – Hey
- Moniti Revan – Homo Twist
- Dobranoc – Lech Janerka
- Trzeci wymiar – Robert Janson
- Apokalipsa – Wojciech Jasiński
- Ale jestem – Anna Maria Jopek
- Pochwała łotrostwa – Jacek Kaczmarski
- Zebra – Kayah
- 12 groszy – Kazik
- W transie – Lady Pank
- L – Liroy
- Vendetta – Mic Geronimo
- Muzyka do filmu Sztos – Miłość / Tymon i Trupy
- Z rozmyślań przy śniadaniu – Myslovitz
- Parszywa 13 – Oddział Zamknięty
- Geny – Perfect
- Złodzieje zapalniczek – Pidżama Porno
- Supersession II Live – Krystyna Prońko
- Narodziny Zbigniewa: Pudelsi grają Dupą – Püdelsi
- Dreadman – R.A.P.
- Być wolnym – różni wykonawcy
- Rock przeciwko komunizmowi – różni wykonawcy
- Parakletos – RSC
- Delirium – Sedes
- Modlitwa bluesmana w pociągu – Jan Skrzek
- Naga – Justyna Steczkowska
- Chłopaki nie płaczą – T.Love
- Reborn in Chaos – Vader
- Flota zjednoczonych sił – Voo Voo
- 36 i 6 – ZanderHaus

### zagraniczne
- In Satan’s Name. The Definitive Collection – Atomic Rooster
- Backstreet’s Back – Backstreet Boys
- Blutsabbath – Belphegor
- Experience Hendrix: The Best of Jimi Hendrix – Jimi Hendrix
- Substrata – Biosphere
- Homogenic – Björk
- Tubthumper – Chumbawamba
- Let’s Talk About Love – Céline Dion
- Dead Elvis – Death In Vegas
- Ultra – Depeche Mode
- Enthrone Darkness Triumphant – Dimmu Borgir
- Time Out of Mind – Bob Dylan
- Anthems to the Welkin at Dusk – Emperor
- Hjärtats Trakt, En Samling – Per Gessle
- The World Acording To Gessle – Per Gessle
- Nimrod – Green Day
- Proud Like A God – Guano Apes
- First Rays of the New Rising Sun – Jimi Hendrix
- Heaven’s Bright Sun – Iona
- Blood on the Dance Floor (HIStory in the Mix) – Michael Jackson
- Oxygene 7-13 – Jean-Michel Jarre
- The Big Picture – Elton John
- Rapture – Bradley Joseph
- Ma Hada La Hada – Najwa Karam
- The Night Watch – King Crimson
- Carnival of Souls – KISS
- Pure Chewing Satisfaction – Lard
- Phenomenon – LL Cool J
- Hell On Wheels – Manowar
- Reload – Metallica
- Be Here Now – Oasis
- Brown Album – Primus
- The Fat of the Land – The Prodigy
- Queen Rocks – Queen
- Sehnsucht – Rammstein
- OK Computer – Radiohead
- Truly: The Love Songs – Lionel Richie
- A Dead Poem – Rotting Christ
- Age of Love – Scooter
- The Very Best of Sting & The Police – Sting
- Written in Red – The Stranglers
- A’arab Zaraq – Lucid Dreaming – Therion
- Pop – U2
- Urban Hymns – The Verve
- Enter – Within Temptation
- Shleep – Robert Wyatt
- Year of the Horse – Neil Young
- "Homework" - Daft Punk

## Muzyka poważna
- 10. Międzynarodowy Konkurs Pianistyczny im. Van Cliburna

## Film muzyczny
- Spice World

## Nagrody
- Fryderyki 1997[2]
- Konkurs Piosenki Eurowizji 1997
  - „Love Shine a Light”, Katrina & The Waves
- Grand Prix Jazz Melomani 1996, Łódź, Polska
- Mercury Prize, Wielka Brytania: Roni Size/Reprazent – album New Forms